# Emanuela Trixie Zitkowsky
Emanuela Trixie Zitkowsky (Roma, 3 gennaio 1966) è una scenografa italiana.

## Biografia
Figlia di Tullio Zitkowsky, scenografo televisivo particolarmente attivo in Italia fin dagli anni sessanta, segue le orme del padre laureandosi in scenografia all'Accademia di Belle Arti di Roma.
Negli anni novanta, oltre a lavorare per Telenorba in Piazza d'uomo, inizia a collaborare con Mediaset realizzando in particolar modo spot pubblicitari e fondando, insieme al padre Tullio e ad Alessandro Zitkowsky la società Telon.
Dal 2000 cura le scenografie delle case del Grande fratello, mantenendo l'incarico di progettare e allestire l'abitazione del noto reality show per tutte le successive edizioni ed in seguito anche per la versione VIP. A seguire, realizza le scenografie per altre trasmissioni come Matricole & Meteore, Papirazzo, Superstar Show, Bisturi! Nessuno è perfetto, Cronache marziane, Operazione trionfo, La fattoria, The Bachelor - L'uomo dei sogni, Vite allo specchio, Caduta Libera, e Live - Non è la D'Urso.
Collabora anche per la Rai, per le scenografie di Tatami, Se sbagli ti mollo, Vanoni più che mai, Non perdiamoci di vista, Mi manda Raitre, Articolotre e Superquark; e per LA7 per il programma Telerentola,  ha realizzato inoltre la scenografia del Festival di Sanremo 2014.
Per Sky Italia realizza la scenografia del Fiorello Show, mentre per Real Time lavora alle scenografie di Cucina con Ale e Paint Your Life.
Nel 2016 realizza per Canale 5 la nuova scenografia del quiz preserale Caduta libera e per il Nove quella di Boom!
Nel 2018 torna a progettare la scenografia per il Festival di Sanremo 2018, condotto da Claudio Baglioni.